# MA-40 (Spanje)

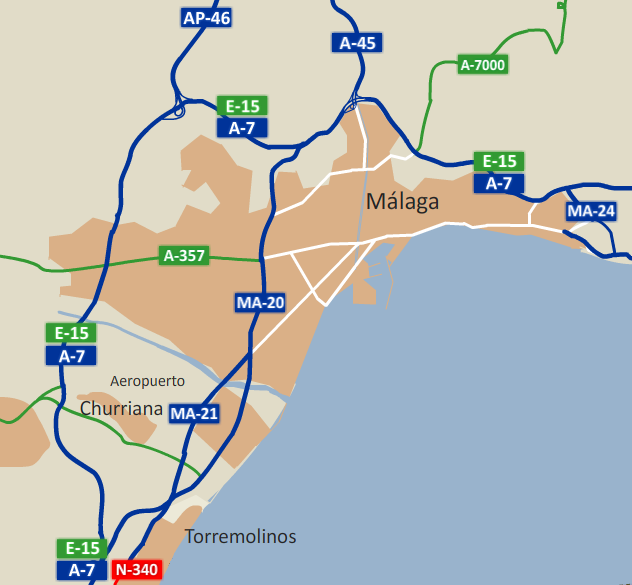
De MA-40

De MA-40 of Ronda Oeste de Málaga of Hiperronda de Málaga is een autovía in Andalusië. De snelweg is 21,3 kilometer lang en vormt een westelijke ringweg om Málaga. De MA-40 verbindt de A-7, AP-7, A-357, A-45 en AP-46 met elkaar.